# KT Tunstall
Kate Victoria "KT" Tunstall (født 23. juni 1975) er en skotsk sanger sangskriver og guitarist.

## Diskografi
- Eye to the Telescope (2004)
- Drastic Fantastic (2007)
- Tiger Suit (2010)
- Invisible Empire // Crescent Moon (2013)
- KIN (2016)
- WAX (2018)
- Nut (2022)
- Face to Face (2023, med Suzi Quatro)

## Hæder
| År                        | Prisuddeling                    | Pris                                           | Nomineret arbejde                       | Resultat  |
| ------------------------- | ------------------------------- | ---------------------------------------------- | --------------------------------------- | --------- |
| 2005                      | Q Awards                        | Best Track                                     | "Black Horse and the Cherry Tree"       | Vundet    |
| 2005                      | BBC Sound of 2005               | Sound of 2005 (Sixth)                          | Herself                                 | Nomineret |
| 2005                      | Mercury Music Prize             | Album of the Year                              | Eye to the Telescope                    | Nomineret |
| 2006                      | European Border Breakers Awards | UK                                             | Eye to the Telescope                    | Vundet    |
| 2006                      | Ivor Novello Awards             | Best Song Musically and Lyrically              | "Suddenly I See"                        | Vundet    |
| 2006                      | Scottish Style Awards           | Most Stylish Band or Musician                  | Herself                                 | Vundet    |
| 2006                      | Brit Awards                     | Best British Female Artist                     | Herself                                 | Vundet    |
| 2006                      | Brit Awards                     | Best British Breakthrough                      | Herself                                 | Nomineret |
| 2006                      | Brit Awards                     | Best British Live Act                          | Herself                                 | Nomineret |
| 2006                      | World Music Awards              | World's Best New Artist                        | Herself                                 | Nomineret |
| 2006                      | World Music Awards              | World's Best Pop/Rock Artist                   | Herself                                 | Nomineret |
| 2007                      | Grammy Awards                   | Best Female Pop Vocal Performance              | "Black Horse and the Cherry Tree"       | Nomineret |
| 2007                      | BMI London Awards               | Pop Award                                      | "Black Horse and the Cherry Tree"       | Vundet    |
| 2007                      | BMI London Awards               | Pop Award                                      | "Suddenly I See"                        | Vundet    |
| 2008                      | BMI London Awards               | Pop Award                                      |                                         | Vundet    |
| "Other Side of the World" | BMI London Awards               | Pop Award                                      |                                         | Vundet    |
| Brit Awards               | Best British Female Artist      | Herself                                        | Nomineret                               |           |
| UK Music Video Awards     | Best Telecine                   | "If Only"                                      | Vundet                                  |           |
| 2016                      | Music Week Awards               | Inspirational Artist of the Year               | Vundet                                  | Herself   |
| 2017                      | Hollywood Music in Media Awards | Original Song – Animated Film                  | "You Will Always Find Me in Your Heart" | Nomineret |
| 2024                      | Ivor Novello Award              | Outstanding Song Collection with PRS for Music | Herself                                 | Vundet    |